# Culcasia mannii
Culcasia mannii är en kallaväxtart som först beskrevs av Joseph Dalton Hooker, och fick sitt nu gällande namn av Adolf Engler. Culcasia mannii ingår i släktet Culcasia och familjen kallaväxter. Inga underarter finns listade.